# Peter Arundell
Peter Arundell (Ilford, 1933. november 8. – King's Lynn, 2009. június 16.) brit autóversenyző, Formula–1-es pilóta. Pályafutása során a királykategóriában csak a Lotus pilótája volt.

## Pályafutása

### Korai évei
Apja autószerelő műhelye révén hamar beletanult a technika rejtelmeibe, és maga is autókat kezdett építeni, de versenyzői ambíciókat egészen húszéves koráig nem táplált. Ez időben olvasott az újságban egy olyan személyről, aki pontosan ugyanolyan Austin Seven autók összerakásával foglalkozott, mint ő maga, csakhogy ez az illető versenyzett, és nyert is velük, Colin Chapmanről szólt a cikk. A cikk hatására beindult Arundell fantáziája és maga is versenyezni kezdett Angliában. Néhány év és pár komolyabb siker után a fülébe jutott, hogy nem más tartja rajta a szemét, mint maga Chapman, aki hamarosan fel is vette vele a kapcsolatot, és onnantól a Lotus pilótájaként szerepelhetett olyan kisebb sorozatokban, mint az Formula–2 vagy a Formula Junior. Az utolsó nagy lépés megtételére, az Formula–1-es debütálásra azonban nem volt esélye, a Jim Clark köré épített csapatban nem maradt neki hely.

### A Formula–1-ben
1963-ban Chapman előrelépést ajánlott neki, de nem olyat, amilyenről Arundell álmodott. Mivel gondok adódtak a versenyautók gyártásai körül, arra kérte fel, hogy igazgatóként vegye kézbe a szervezési munkálatokat a gyárban, de a pilóta nemet mondott erre a felkérésre, ami szerinte rossz irányba terelte volna a karrierjét.
Ebből a váltásból így végül nem lett semmi, de 1964-reaztán végre bekövetkezett a várt fordulat, miután Trevor Taylor elhagyta a Lotust, felszabadult egy pilótaülés, amit Arundell kapott meg, és második számú pilótastátuszt kapott Clark mellett. Ő pedig nem is volt hálátlan, első és második Formula–1-es futamán, Monacóban és Zandvoortban is 3. helyen végzett, ezzel ő lett az első olyan versenyző, aki két dobogóval nyitotta karrierjét a királykategóriában. Ez a rekord pedig egészen 2007-ig fennállt, akkor viszont Lewis Hamilton egészen 9-ig nyújtotta. Arundell szerzett még egy negyedik helyet is abban az évben, ám amikor Reimsben részt vett egy Formula–2-es versenyen, utolérte őt a balsors. Összeütközött Ritchie Gintherrel, aminek következtében autója magasan a levegőbe emelkedett. Ő maga biztonsági öv híján azonban kiesett belőle, majd vállával és fejével érkezett a földre. 
A brit két hétig kómában feküdt és élet-halál között lebegett, ám magához tért, egy hónapig mankóval járt, majd felépülése egyre gyorsabban zajlott. Az 1965-ös éve ezzel elúszott, de a szezon végén, novemberben már visszaült egy Formula–2-es versenyautóba. Chapman azonban balesete után ígéretet tett neki, hogy az egyik ülést megőrzi számára a visszatérésekor, és be is tartotta a szavát. Arundell újra a Lotus Formula–1-esében ült az 1966-os szezonra. Ám a dolgok ezúttal már közel sem alakultak olyan jól számára, mint korábban. A Lotus teljesítménye is visszaesett, a 16 hengeres BRM motorral pedig rengeteg gondjuk adódott. Watkins Glenben szezonbeli egyetlen pontszerzését jegyezte itt a 6. hellyel. Kisebb kategóriákban is rajthoz állt a szezon során, és ott képes volt a legjobbak szintjét nyújtani, de az Formula–1 valamiért már nem működött számára. Végül az 1966-os Mexikói Nagydíj volt az utolsó világbajnoki Formula–1-es futama.

### A Formula–1 után
Arundell 1969-ben véglegesen hátat fordított mindenféle versenyzésnek és Floridába költözött, ahol hamarosan teljesen más vállalkozásba fogott és egy szoftvercéget hozott létre, amely aztán az első videojátékok megjelenésében is fontos szerepet vállalt. 2009-ben, 75 évesen hunyt el.

## Teljes Formula–1-es eredménysorozata
(Táblázat értelmezése)

(Félkövér: pole-pozícióból indult; dőlt: leggyorsabb kört futott) 

| Év   | Csapat     | 1     | 2       | 3      | 4       | 5      | 6      | 7     | 8     | 9     | 10  | Helyezés | Pont |
| ---- | ---------- | ----- | ------- | ------ | ------- | ------ | ------ | ----- | ----- | ----- | --- | -------- | ---- |
| 1963 | Team Lotus | MON   | BEL     | NED    | FRA DNS | GBR    | GER    | ITA   | USA   | MEX   | RSA | NC       | 0    |
| 1964 | Team Lotus | MON 3 | NED 3   | BEL 9  | FRA 4   | GBR    | GER    | AUT   | ITA   | USA   | MEX | 8.       | 11   |
| 1966 | Team Lotus | MON   | BEL DNS | FRA Ki | GBR Ki  | NED Ki | GER 12 | ITA 8 | USA 6 | MEX 7 |     | 17.      | 1    |